# 新潟県道584号新井中郷線
新潟県道584号新井中郷線（にいがたけんどう584ごう あらいなかごうせん）は、新潟県妙高市から上越市中郷区に至る一般県道。

## 概要
- 陸上距離：
- 起点：妙高市大字姫川原字上村（姫川原交差点＝国道292号交点）
- 終点：上越市中郷区市屋字牛林（市屋インターチェンジ＝国道18号（上新バイパス）交点）

全線が、上新バイパス開通以前の国道18号の区間にあたる。

## 通過する自治体
- 妙高市 - 上越市

## 主な接続路線
- 妙高市
  - 国道292号（姫川原交差点）
- 上越市
  - 新潟県道344号坂本新田新井線（坂本新田交差点）
  - 国道18号＜上新バイパス＞（市屋IC）

## バイパス
現県道584号は元国道18号で、現国道18号の上新バイパスが県道西側を経由している。なお、県道584号自体のバイパスはない。

## 別名・通称
- 北国街道